# 集中治療室
集中治療室（しゅうちゅうちりょうしつ）は、病院内の施設の一種。呼吸、循環、代謝その他の重篤な急性機能不全の患者を24時間体制で管理し、より効果的な治療を施すことを目的とする。英語では Intensive Care Unit と呼び、日本でもICUという略号が用いられることがある。

## 概要

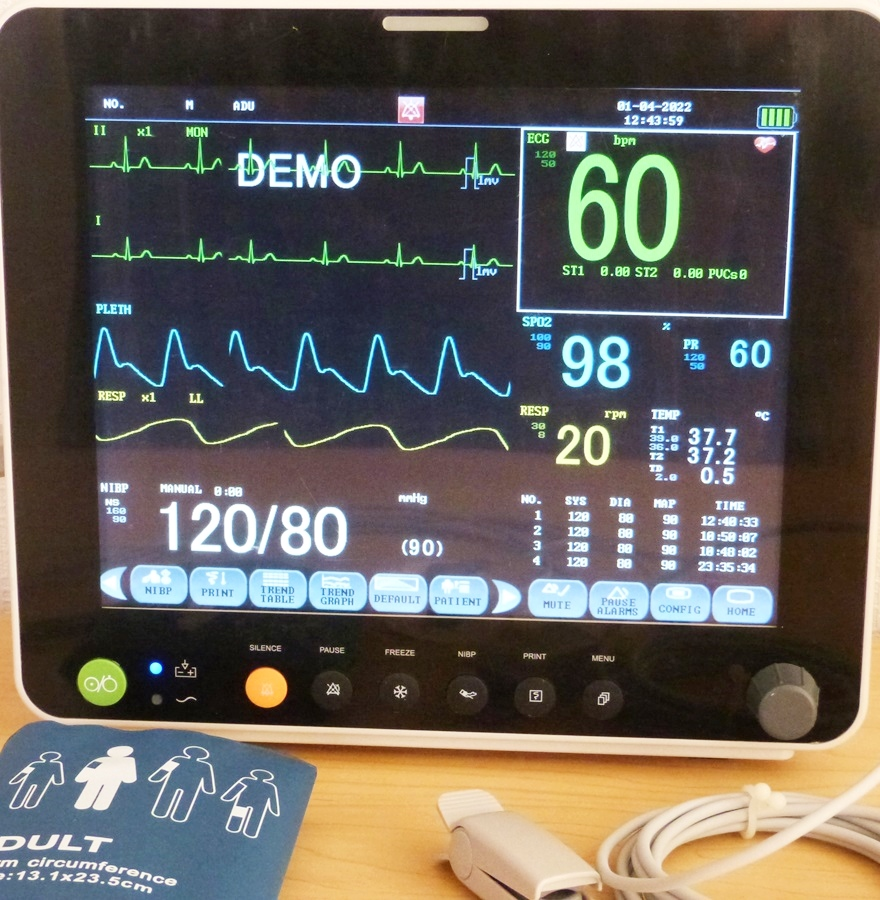
患者モニタの画面
(表示画面はデモンストレーション モード)

- 「集中治療のために濃密な診療体制とモニタリング用機器、ならびに生命維持装置などの高度の診療機器を整備した診療単位」と定義されている[3]。

- 集中治療室では一般には「病棟で重篤な症状が見られる患者」「救急患者のうち継続的な状態管理が必要な患者」「手術後に高度な状態管理が必要な患者」など急性期の重症患者を受け入れる。

しかし、重症な患者の管理は診療報酬における「特定集中治療室管理料」の施設基準を満たすようなICUで多くの重症患者に高密度な医療を提供している部門（ユニット）から、一般病棟において個々に比較的重症な患者の管理を行っている部門（ユニット）まで、種々の形態で行われているのがわが国の現状である。
- 集中治療室の対象となる場合の代表例としては、主として急性臓器不全[5]があり生命が危険にさらされているものが挙げられる。このような症例においては、ICU専任常勤医や集中治療医、麻酔科医の観察の下、時々刻々と変化する容態に逐次投薬治療を施すことにより対応する。

集中治療室で行われる医学については、「麻酔科」や「集中治療医学」と呼ばれる医療分野が存在する。
- 麻酔科医だけでなく、各診療科の専門医師を配置する場合もある。そして看護師の配置人数を一般病棟より多くし（患者2人につき看護師1人配置）[6]、一般病棟で配置されない医療機器類の面倒を見る臨床工学技士などが配属されている場合もある。

## 専門的な集中治療室
集中治療室（ICU）は対象とする患者の病態によって、次のように更に専門的に細分化されている病院もある。その場合でも特定機能病院や一部の総合病院では、総合内科的に管理・治療する役割で「集中治療室」が別途置かれている。
心臓血管疾患集中治療室 - CCU (Coronary Care Unit)
重症の循環器系疾患を集中的に治療する。
脳卒中集中治療室 - SCU (Stroke Care Unit)
脳卒中患者を対象としたもので、基本的に脳神経内科(→神経学)に属する。NCU（脳神経外科集中治療室）も設置されている病院もある。
外科系集中治療室 - SICU (Surgical Intensive Care Unit)
従来の「術後回復室」が高度化したもので、主に全身麻酔による外科手術直後の患者を、容体が安定するまで短期間収容する。
脳神経外科集中治療室 - NCU (Neurosurgical Care Unit)
脳血管障害の術前及び術後の脳神経疾患の重症患者を容している治療室。
呼吸器疾患集中治療室 - RCU(Respiratory Care Unit)
重篤な呼吸器疾患患者を対象としたもの。
腎疾患集中治療室 - KICU (Kidney Intensive Care Unit)
腎臓疾患患者を対象としたもの。
精神科集中治療室 - PICU (Psychiatry Intensive Care Unit)
基本的に精神科病院に設置されており、精神疾患急性期患者を集中治療するものと、精神疾患以外の内科疾患を併発している患者を集中治療するものに分けられる。前者は個室や隔離室であり、病院によっては急性期病棟の大半をこのPICUとしている場合もある。
高度治療室/準集中治療室 - HCU (High Care Unit)
ICUと一般病棟の中間に位置して、ICUと同等、または、やや重篤度の低い患者を受け入れる。
新生児集中治療室 - NICU (Neonatal Intensive Care Unit)
新生児用の集中治療室のこと。新生児科に併設され、新生児のうち極低出生体重児や仮死新生児など、集中治療が必要な患者を対象としたもの。正しくは新生児特定集中治療室。NICUで治療を受け、低出生体重から脱した新生児や状態が安定してきた新生児は、GCU (Growing Care Unit) - 継続保育室（回復治療室，発育支援室）に移動して引き続きケアを受ける場合もある。
小児集中治療室 - PICU (Pediatric Intensive Care Unit)
小児専門病院や特定機能病院に設置されている。心臓病をはじめとする難病疾患をもつ小児患者や、救急搬送された重篤な小児患者を収容する。
移行期(回復期)治療室 - GCU (Growing Care Unit)
急性期治療が終了、または集中治療を要さない新生児を収容する。上の新生児集中治療室の後方病床と位置づけられている。
母体胎児集中治療室 - MFICU (Maternal Fetal Intensive Care Unit)
合併症妊婦などハイリスク妊娠や切迫流産の可能性の高い妊婦などに対応する。

## 集中治療後症候群
集中治療室に入った患者が、退室後、身体障害、認知機能障害、精神障害をかかえ、以前の生活に戻ることが困難になることがある。集中治療後症候群（post intensive care syndrome、PICS）という。手足の筋力の低下、呼吸機能の低下によって食事、入浴など日常生活動作に支障がでる身体障害。せん妄が出る、記憶が曖昧、注意が散漫、集中が持続しないなどの認知機能障害。うつ、不安、PTSDのような精神障害である。2019年に茨城県内に、PICS外来が開設された。